# Vicente Pou
Vicente Pou Marca (Mayá de Moncal, 1792 - Montpellier, 1848) fue un sacerdote canonista y catedrático español. Pensador tradicionalista, es conocido por haber sido, junto con Magín Ferrer, uno de los primeros propagandistas de la causa carlista.

## Biografía

### Primeros años y formación
Procedía de una familia campesina relativamente acomodada. Recibió su formación filosófica y teológica en el Seminario Diocesano de Gerona, siendo ordenado sacerdote en 1817. Estudió después derecho civil y canónico en la Universidad de Cervera, obteniendo el doctorado en Derecho canónico en 1824.

### Vida sacerdotal y docente
Tras doctorarse, fue catedrático de Leyes y rector del Real Colegio de San Carlos de la Universidad de Cervera, en el que residió Jaime Balmes entre 1826 y 1835. Durante la guerra de los Siete Años se distinguió en el campo carlista en Cataluña. Fue uno de los profesores que, para huir de la dominación liberal, trasladaron la Universidad al monasterio de La Portella, cercano a Berga.
A principios de 1837 fundó el primer periódico carlista en Cataluña, El Joven Observador, posteriormente renombrado El Restaurador Catalán, que se publicaría primero en Solsona y después en Berga. En esta última localidad apareció también en 1837 su folleto: Carlos V de Borbón. Rey legítimo de las Españas. Breve y sencilla demostración que ofrece a sus paisanos un catalán amante de su patria y de su rey.
Tras la derrota de los carlistas, se exilió en Francia. En 1842 publicó en Montpellier la obra La España en la presente crisis, en la cual manifestó que los hombres del partido cristino-liberal eran incapaces para el gobierno de España y afirmó que era indudable que «la Religión y la Monarquía en toda su pureza, son las dos bases sobre que está fundada desde los tiempos más remotos la sociedad española».
Según Pou, la causa de Don Carlos era la «causa nacional» en España y la única que tenía «elementos suficientes para constituir un gobierno capaz de dar la paz a la nación y las convenientes seguridades a la Europa». En la citada obra denunció también los crímenes liberales, calificando a Martín Zurbano como un «hombre feroz, oprobio de la humanidad y bastante por sí solo a infamar un partido que cuenta con sus servicios», y se mostró contrario al posible enlace matrimonial entre Isabel II y Don Carlos o uno de sus hijos, que propugnaría pocos años después, entre otros, Jaime Balmes.
Francisco Canals Vidal destaca de esta obra que Pou cuestionase la capacidad de los liberales moderados de frenar la revolución, al no contar, a diferencia del carlismo, con masas populares. Según Pou, los españoles estaban divididos en su época en «una gran mayoría realista y una corta pero atrevida minoría democrática». Habiendo los moderados cometido el error de ceder el poder a la segunda, Vicente Pou consideraba evidente que, haciéndole la reacción, «ésta se le opondría hasta el desespero», mientras que no podrían contar con la primera, ya que «ni su bandera ni sus promesas eran propias para inspirar confianza».
Melchor Ferrer atribuye asimismo a Vicente Pou la posible autoría de la obra Noticia de la última guerra civil en Cataluña y defensa del a Junta Gubernativa y de los jefes del Real Ejército del mismo Principado, editada en Montpellier en 1843, aunque también se ha atribuido a Bartolomé Torrabadella.
Al igual que Magín Ferrer, Pou se mostró contrario a un posible Concordato entre el gobierno liberal y la Santa Sede. En 1845 escribió a este respecto un texto sobre la situación de la Iglesia española, que dejó inédito, en el cual atribuía a los intentos de los moderados de sojuzgar a la Iglesia un hipotético futuro arreglo del Gobierno español con la Santa Sede.

## Obras

#### Libros:
- Cárlos V de Borbón. Rey legítimo de las Españas. Breve y sencilla demostracion que ofrece á sus paisanos un catalan amante de su patria y de su rey (Berga, Imprenta del Gobierno, 1837)
- La España en la presente crisis. Examen razonado de las causas y de los hombres que pueden salvar aquella nacion. Por D. V. P. (Montpellier, Imprenta de X. Jullien, 1842)